# آلبرتو والدس
آلبرتو والدس (انگلیسی: Alberto Valdés; ۲۵ ژوئن ۱۹۱۹ – ۱۴ آوریل ۲۰۱۳) سوارکار اهل مکزیک بود.
از افتخارات وی میتوان به کسب مدال طلا پرش تیمی در بازی‌های المپیک تابستانی ۱۹۴۸ اشاره کرد.